# Puccinia miscanthi
Puccinia miscanthi ist eine Ständerpilzart aus der Ordnung der Rostpilze (Pucciniales). Der Pilz ist ein Endoparasit von  Imperata cylindrica, Saccharum narenga und Miscanthus- sowie Plantago-Arten. Symptome des Befalls durch die Art sind Rostflecken und Pusteln auf den Blattoberflächen der Wirtspflanzen. Ihr Verbreitungsgebiet reicht über weite Teile des östlichen Eurasiens.

## Merkmale

### Makroskopische Merkmale
Puccinia miscanthi ist mit bloßem Auge nur anhand der auf der Oberfläche des Wirtes hervortretenden Sporenlager zu erkennen. Sie wachsen in Nestern, die als gelbliche bis braune Flecken und Pusteln auf den Blattoberflächen erscheinen.

### Mikroskopische Merkmale
Das Myzel von Puccinia miscanthi wächst wie bei allen Puccinia-Arten interzellulär und bildet Saugfäden, die in das Speichergewebe des Wirtes wachsen. Die Aecien der Art besitzen 22–27 × 20–24 µm große, ellipsoide bis kugelige Aeciosporen von hyaliner bis gelber Farbe. Die zimtbraunen Uredien wachsen beidseitig auf den Blättern des Wirtes. Ihre ebenfalls zimtbraunen Uredosporen sind meist eiförmig, 29–35 × 19–26 µm groß und fein stachelwarzig. Die Telien der Art sind schwarzbraun, früh offenliegend und kompakt, sie wachsen blattunterseitig. Die haselnussbraunen Teliosporen sind zweizellig, in der Regel lang keulenförmig und 40–60 × 16–23 µm groß; ihre Stiele sind braun und bis zu 15 µm lang.

## Verbreitung
Das bekannte Verbreitungsgebiet von Puccinia miscanthi umfasst ein Areal, das sich von Russland über China bis Japan und auf die Philippinen erstreckt.

## Ökologie
Die Wirtspflanzen von Puccinia miscanthi sind als Haplont verschiedene Plantago-Arten, als Dikaryont diverse Miscanthus- und Plantago-Arten,  Imperata cylindrica und Saccharum narenga. Der Pilz ernährt sich von den im Speichergewebe der Pflanzen vorhandenen Nährstoffen, seine Sporenlager brechen später durch die Blattoberfläche und setzen Sporen frei. Die Art verfügt anscheinend über einen Entwicklungszyklus mit Telien und Uredien, der ohne Wirtswechsel auskommt; Spermogonien und Aecien fehlen offenbar.